# 雪村
雪村（1969年4月23日—），本名韩健，男，吉林辽源人，中国大陆歌手、作曲人、作词人、电影人。

## 生平
雪村肄业于北京大学德语系。2001年夏天，由于其在互联网上的Flash MV《东北人都是活雷锋》一炮走红，并参加了2002年中国中央电视台春节联欢晚会。其开创了新独特艺术形式“音乐评书”，并成为中国内地第一位通过互联网及Flash而非传统媒体走红的艺人。

## 专辑
- 《東北人都是活雷鋒》，2001年8月1日
- 《全是高科技》，2001年6月1日
- 《庆功酒》，2009年3月1日
- 《美女财福到你家》（与妻子俞晴合出），2009年3月3日

## 电影
- 2004年，参加电影《一石二鸟》的演出，饰演片中男主角之一卜得辽。该片演员还有吴宗宪、吴孟达、曾志伟、林心如等。导演为朱延平。
- 2006年，与黄渤、范霞、曾志伟、李滨、李琦等推出电影《新街口》。雪村自任导演，主演片中男主角刘建军。
- 2014年，电影《卧龙岗》。雪村自任导演，並出演片中角色侯睦。

## 家庭
- 父亲韩静霆，军旅作家，文职空军少将军衔[1][2]。
- 母亲王作勤，军旅作家，资深媒体人。
- 妻子俞晴，又名莫尼古丽，回族，曾有“中国梦露”之称，2008年结婚。[3]